# Comuni

Administrativní dělení Itálie:
Regiony (černé okraje)
Provincie (tmavě šedé okraje)
Comuni (světle šedé okraje)

Comuni (jednotné číslo comune) jsou územní jednotka v Itálii, ekvivalent obce. Jde o třetí úroveň administrativního rozdělení Itálie po regionech a provinciích. Může mít také titul città (město).
Je stanovena článkem 114 italské ústavy.
V autonomním regionu údolí Aosta se comune oficiálně nazývá commune (název ve francouzštině).

## Statistiky

### Největšícomuni
Níže je uveden seznam největších comuni v Itálii, v sestupném pořadí podle rozlohy. (podle údajů ISTAT k 9. říjnu 2011). Hlavní města provincií jsou zvýrazněna tučně.

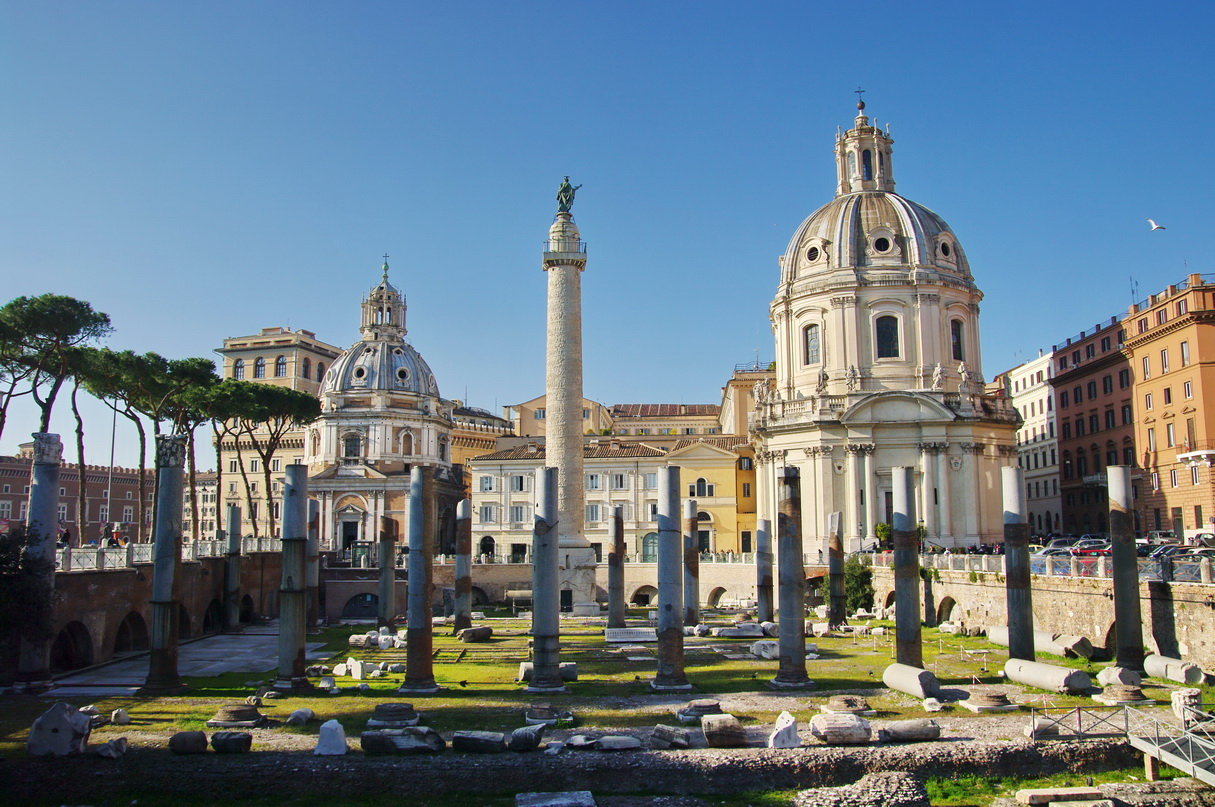
Řím

| #  | Comune    | Region         | Provincie | Rozloha (km2)               |
| -- | --------- | -------------- | --------- | --------------------------- |
| 1  | Řím       | Lazio          | Řím       | 1 287,36 km2 (497,05 sq mi) |
| 2  | Ravenna   | Emilia-Romagna | Ravenna   | 653,82 km2 (252,44 sq mi)   |
| 3  | Cerignola | Apulie         | Foggia    | 593,93 km2 (229,32 sq mi)   |
| 4  | Noto      | Sicílie        | Syrakusy  | 554,99 km2 (214,28 sq mi)   |
| 5  | Sassari   | Sardinie       | Sassari   | 547,04 km2 (211,21 sq mi)   |
| 6  | Monreale  | Sicílie        | Palermo   | 530,18 km2 (204,70 sq mi)   |
| 7  | Gubbio    | Umbrie         | Perugia   | 525,78 km2 (203,00 sq mi)   |
| 8  | Foggia    | Apulie         | Foggia    | 509,26 km2 (196,63 sq mi)   |
| 9  | L'Aquila  | Abruzzo        | L'Aquila  | 473,91 km2 (182,98 sq mi)   |
| 10 | Grosseto  | Toskánsko      | Grosseto  | 473,55 km2 (182,84 sq mi)   |